# 모로코 올림픽 위원회
모로코 올림픽 위원회(아랍어: اللجنة الأولمبية الوطنية المغربية, 프랑스어: Comité national olympique marocain)는 모로코를 대표하는 국가 올림픽 위원회이다. IOC 코드는 MAR이다. 본부는 라바트에 있으며 아프리카 국가 올림픽 위원회 연합에 소속되어 있다.
1959년에 설립되었으며 같은 해에 국제 올림픽 위원회의 승인을 받았다. 올림픽, 올아프리카 게임을 비롯한 국제 스포츠 대회에 참가하는 모로코의 선수들을 대표한다.

## 같이 보기
- 올림픽 모로코 선수단